# Joinville
För andra betydelser, se Joinville (olika betydelser).
Joinville är en stad och kommun i delstaten Santa Catarina i Brasilien, och grundades den 9 mars 1851 av tyska, schweiziska och norska invandrare. Folkmängden uppgår till cirka 550 000 invånare vilket gör den till den folkrikaste kommunen i delstaten. Joinville ligger i den norra delen av staten och gränsar till kommunerna Jaraguá do Sul (väst), São Francisco do Sul (öst), Campo Alegre och Garuva (norr) och Araquari, Guaramirim och Schroeder (söder). Staden är ett viktigt industri- och kommersiellt centrum med hög levnadsstandard.

## Administrativ indelning
Kommunen var 2010 indelad i två distrikt:
- Joinville
- Pirabeiraba

## Storstadsområde
Storstadsområdet, Região Metropolitana do Norte/Nordeste Catarinense, bildades formellt 6 januari 1998. Området är indelat i en central del, Núcleo Metropolitano (2 kommuner), och en yttre del, Área de Expansão Metropolitana (24 kommuner).
Núcleo Metropolitano
- Araquari, Joinville

Área de Expansão Metropolitana
- Balneário Barra do Sul, Barra Velha, Bela Vista do Toldo, Campo Alegre, Canoinhas, Corupá, Garuva, Guaramirim, Irineópolis, Itaiópolis, Itapoá, Jaraguá do Sul, Mafra, Major Vieira, Massaranduba, Monte Castelo, Papanduva, Porto União, Rio Negrinho, São Bento do Sul, São Francisco do Sul, São João do Itaperiú, Schroeder, Três Barras